# Shandai
Shandai (kinesiska: 善岱, 善岱镇) är en köping i Kina. Den ligger i den autonoma regionen Inre Mongoliet, i den norra delen av landet, omkring 57 kilometer sydväst om regionhuvudstaden Hohhot. Antalet invånare är 29605. Befolkningen består av 14 137 kvinnor och 15 468 män. Barn under 15 år utgör 11,0 %, vuxna 15-64 år 73 %, och äldre över 65 år 14,0 %.
Genomsnittlig årsnederbörd är 630 millimeter. Den regnigaste månaden är juli, med i genomsnitt 178 mm nederbörd, och den torraste är januari, med 3 mm nederbörd.